# Wasserburg (Bodensee)
Pour les articles homonymes, voir Wasserburg (homonymie).
Wasserburg (Bodensee) est une commune d'Allemagne, située dans le Land de Bavière (Arrondissement de Lindau), au bord du lac de Constance.

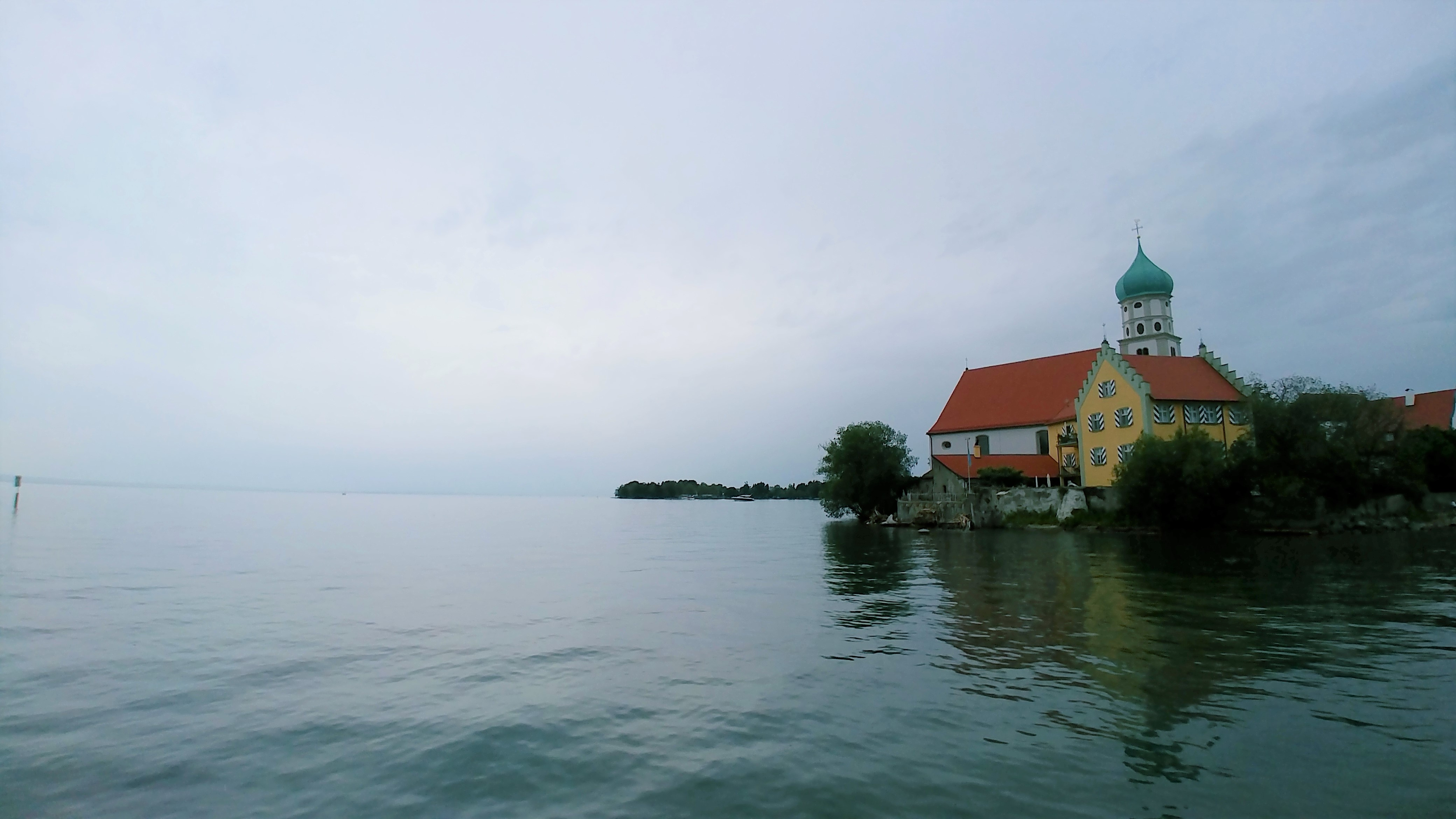
panorama sur le lac de Constance et l'église